# Stabiae

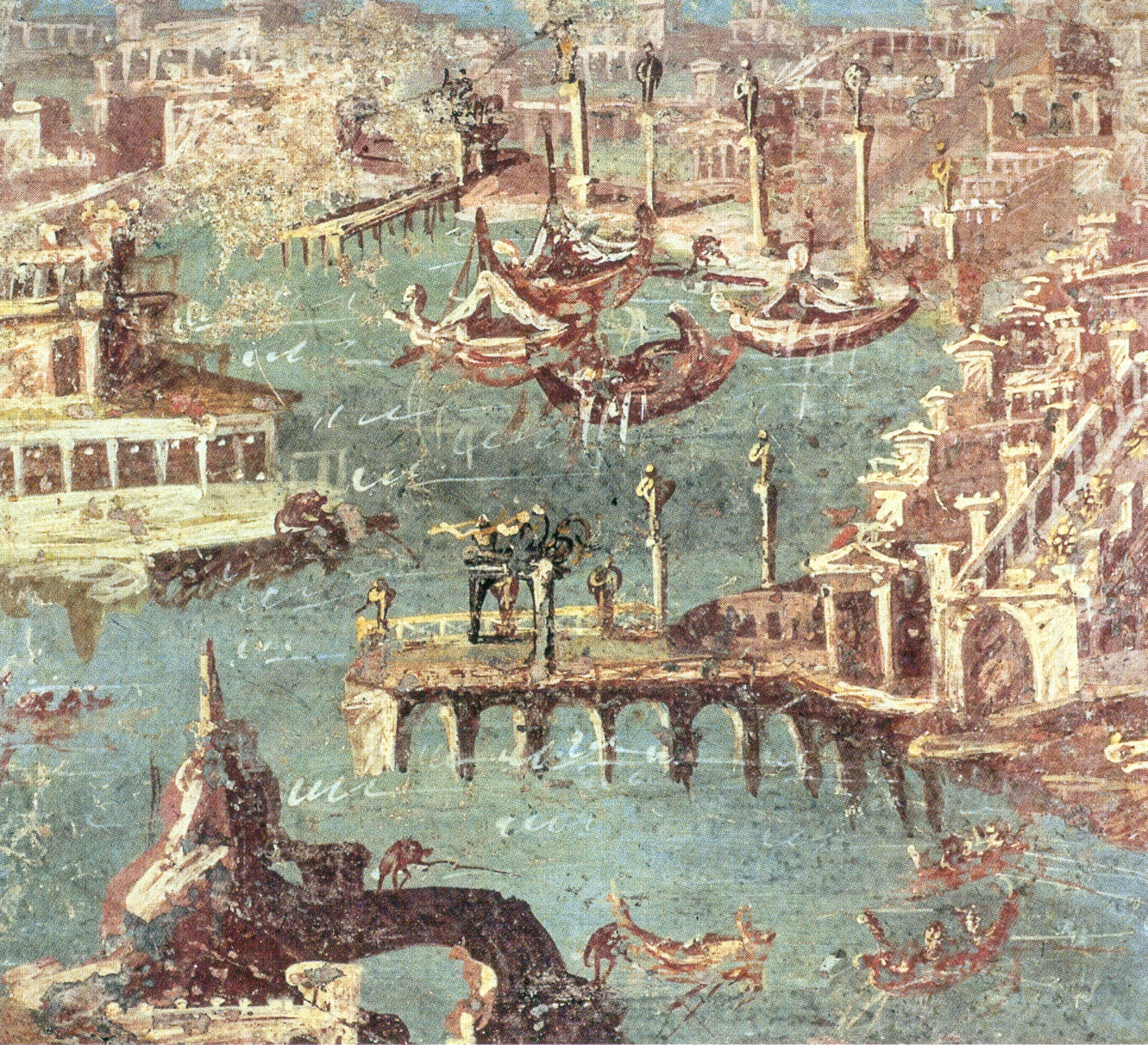
1. századi falfestmény Stabiae városából

Stabiae és egyéb városok, amelyeket a Vezúv kitörése érintett. A fekete felhő a vulkáni hamu eloszlását szemlélteti.

Stabiae antik római város volt, közel a modern Castellammare di Stabia városához, hozzávetőlegesen 4,5 kilométerre délkeletre Pompejitől. A város a Nápolyi-öböl felé 50 méterrel magasodó dombon épült. Mindössze 16 kilométerre volt található a Vezúvtól, így annak Kr. e. 79-ben történt kitörésekor a város tengerparti része súlyos károkat szenvedett a rárakodó két méteres hamurétegtől.
A város kezdetben egy kis kikötő volt, de a Kr. e. 6. századra Pompeji kikötője már felülmúlta. A települést Lucius Cornelius Sulla Kr. e. 89. április 30-án porig rombolta az itáliai szövetségesháború során. A római író és admirális Caius Plinius Secundus feljegyezte, hogy a város újraépült, és a gazdag patriciusok kedvelt pihenőhelyévé vált. Az emelkedő szélén különösen sok villa épült a szép kilátás miatt.
Az unokaöccse, ifjabb Plinius feljegyzése szerint Caius Plinius Secundus éppen az öböl másik végén lévő Misenumban volt, amikor a Vezúv kitört. Az esemény után egy gályával járta végig a partvonalat, hogy közelebbről megvizsgálja a kitörés következményeit, és megmentse a túlélőket. Másnap Stabiae romjai között meghalt, valószínűleg a vulkánkitörést kísérő gázexhalációk következtében.